# قورباغه بادپای جاوه‌ای
قورباغه بادپای جاوه‌ای (نام علمی: Leptobrachium hasseltii) نام یک گونه از سرده قورباغه‌های بادپای شرقی است.